# Christian Thomas (Eishockeyspieler)
Christian Patrick Thomas (* 26. Mai 1992 in Toronto, Ontario) ist ein kanadischer Eishockeyspieler, der seit Januar 2025 bei den Iserlohn Roosters aus der Deutschen Eishockey Liga (DEL) unter Vertrag steht und dort auf der Position des rechten Flügelstürmers spielt. Zuvor war Thomas hauptsächlich in der American Hockey League (AHL) aktiv, absolvierte unter anderem aber auch 27 Spiele für die New York Rangers, Canadiens de Montréal und Arizona Coyotes in der National Hockey League (NHL). Sein Vater Steve Thomas war ebenfalls professioneller Eishockeyspieler.

## Karriere
Thomas spielte während seiner Juniorenzeit zwischen 2008 und 2012 zunächst für die London Knights in der Ontario Hockey League (OHL). Im Verlauf der Saison 2008/09 wurde der Stürmer im Januar 2009 dann Bestandteil des Transfergeschäfts das John Tavares von den Oshawa Generals nach London wechseln ließ, sodass Thomas ab diesem Zeitpunkt für Oshawa auflief. Bei den Generals verbrachte er dreieinhalb erfolgreiche Jahre. Nachdem er im NHL Entry Draft 2010 in der zweiten Runde an 40. Stelle ausgewählt worden war, ließ der Angreifer seine beste Spielzeit mit 99 Punkten in 66 Spielen folgen. Damit war er der beste Scorer seines Teams und gehörte auch ligaweit zu den erfolgreichsten, was ihm die Wahl ins Third All-Star-Team der Liga bescherte. Zudem brachten ihn die Rangers im Mai 2011 zur Vertragsunterschrift, entschieden sich aber in der Folge, dass Thomas noch ein weiteres Jahr im Juniorenbereich verbringen sollte.
Nach Beendigung der OHL-Saison 2011/12 wechselte Thomas noch in derselben Spielzeit in den Profibereich und unterstützte das Farmteam der New York Rangers, die Connecticut Whale, in der American Hockey League (AHL). Dort verbrachte er auch die gesamte Saison 2012/13 mit Ausnahme eines Einsatzes in der NHL für die Rangers. Im Juli 2013 wurde er schließlich zu den Canadiens de Montréal transferiert, die dafür Danny Kristo nach New York ziehen ließen. Bei den Franko-Kanadiern kam Thomas in den folgenden zweieinhalb Spielzeiten bis zum Dezember 2015 mit 25 weiteren Partien auch nur sporadisch in der NHL zum Einsatz. Stattdessen war er fester Bestandteil der Canadiens-Farmteams Hamilton Bulldogs und später St. John’s IceCaps. Im Verlauf der Saison 2015/16 war Thomas erneut Bestandteil eines Transfers, als er im Tausch für Lucas Lessio an die Arizona Coyotes abgegeben wurde. Dort kam er im restlichen Verlauf der Saison auch hauptsächlich in der AHL für die Springfield Falcons zu Einsätzen und nur einmal für die Coyotes selbst in der NHL. Da sein Vertrag am Ende der Spielzeit ausgelaufen war, unterzeichnete er am 1. Juli 2016 als Free Agent einen Einjahresvertrag bei den Washington Capitals mit Gültigkeit sowohl für die NHL als auch AHL. Dennoch kam der Stürmer im Verlauf der Saison 2016/17 lediglich für das AHL-Farmteam Hershey Bears zum Einsatz. Nach längerer Vereinssuche über den Sommer 2017 fand er in den Wilkes-Barre/Scranton Penguins aus der AHL schließlich einen neuen Arbeitgeber.
Nach seiner sechsten Profisaison entschied sich Thomas für einen Wechsel nach Europa und unterschrieb im Juli 2018 einen Einjahresvertrag beim Rögle BK aus der Svenska Hockeyligan (SHL). Am 1. November 2018 verließ Thomas den Rögle BK wieder und erhielt bis Saisonende einen Vertrag beim HK Traktor Tscheljabinsk aus der Kontinentalen Hockey-Liga (KHL). Dort spielte der Kanadier schließlich bis zum Februar 2020, ehe er sich dem Schweizer Klub SC Bern anschloss. Bis zum April desselben Jahres bestritt er allerdings nur eine Partie, ehe das Engagement beendet wurde. Anschließend verbrachte Thomas die Saison 2020/21 bei KooKoo in der finnischen Liiga. Ein Engagement beim kasachischen Hauptstadtklub Barys Nur-Sultan aus der Kontinentalen Hockey-Liga (KHL) zum Beginn der Spielzeit 2021/22 war allerdings nur von kurzer Dauer, da er im Oktober 2021 zum SC Bern zurückkehrte. Nachdem er dort die Saison 2021/22 beendet hatte, wechselte der Stürmer im August 2022 zum italienischen Klub HC Bozen aus der ICE Hockey League. Bei den Südtirolern war der Kanadier zwei Spielzeiten lang aktiv und bestritt in diesem Zeitraum annähernd 130 Spiele für den HCB.
Zur Saison 2024/25 wechselte Thomas zunächst zu den Bílí Tygři Liberec in die tschechische Extraliga, verließ den Verein aber bereits nach 16 Partien im November 2024 und wechselte in die benachbarte Slowakei zum Erstligisten HC Nové Zámky. Auch dort stand der Kanadier nur zwei Monate unter Vertrag. Nach 26 Punkten in 22 Einsätzen schloss er sich Mitte Januar 2025 den abstiegsbedrohten Iserlohn Roosters aus der Deutschen Eishockey Liga (DEL) an.

### International
Thomas vertrat sein Heimatland bei der World U-17 Hockey Challenge 2009 und der U18-Junioren-Weltmeisterschaft 2010. Dabei gewann er bei der World U-17 Hockey Challenge die Goldmedaille mit der Auswahl Canada Ontario. Bei der U18-Junioren-Weltmeisterschaft im folgenden Jahr kamen die Kanadier nicht über den siebten Rang hinaus. Nachdem er mit der A-Nationalmannschaft im Jahr 2017 die 91. Auflage des Spengler Cups gewonnen hatte, gehörte er auch zum olympischen Aufgebot Kanadas, das – ohne auf NHL-Spieler zurückzugreifen – bei den Winterspielen 2018 die Bronzemedaille gewann.

## Erfolge und Auszeichnungen
- 2009 Goldmedaille bei der World U-17 Hockey Challenge
- 2011 OHL Third All-Star Team
- 2017 Spengler-Cup-Gewinn mit dem Team Canada
- 2018 Bronzemedaille bei den Olympischen Winterspielen

## Karrierestatistik
Stand: Ende der Saison 2024/25

### International
Vertrat Kanada bei:
- World U-17 Hockey Challenge 2009
- U18-Junioren-Weltmeisterschaft 2010
- Olympischen Winterspielen 2018

(Legende zur Spielerstatistik: Sp oder GP = absolvierte Spiele; T oder G = erzielte Tore; V oder A = erzielte Assists; Pkt oder Pts = erzielte Scorerpunkte; SM oder PIM = erhaltene Strafminuten; +/− = Plus/Minus-Bilanz; PP = erzielte Überzahltore; SH = erzielte Unterzahltore; GW = erzielte Siegtore; 1 Play-downs/Relegation; Kursiv: Statistik nicht vollständig)